# 新加坡国民身份证
新加坡国民身份证 (简称: NRIC，或者IC，羅馬化：Aṭaiyāḷa Aṭṭai) ，旧闽南语俗称「登记」（白話字：Teng-Kì），是用于新加坡的公民和永久居民的身份证件。新加坡《1965年国民登记法令（2001年修正案）》规定所有登记国民均可办理身份证。现由新加坡内政部下设的移民与关卡局负责。

## 签发和办理
根据新加坡法律，除特殊情况外，年满15岁的公民和永久居民必须办理身份证，并需要在30岁时更新。从2017年1月1日起，公民和永久居民在年满55岁的时候也需要更新身份证。
法定无需持有身份证的特殊情况有：
- 新加坡共和国总统
- 在当年12月31日前未满15岁的公民和永久居民
- 持有政府签发的外交身份证、领事身份证和国际组织证件的人士
- 合法入境新加坡的进行军事访问的武装人员
- 持有殖民地时期马来亚联邦各州政府签发的有效身份证件、但未通过新加坡移民法规获得居留权的人士

## 证件样式
新加坡国民身份证主要有粉色（新加坡公民，即俗称「红登记」）和蓝色（新加坡永久居民，即俗称「蓝登记」）两种颜色。身份证上的项目包括：
- 正面
  - 证件照（黑白）
  - 英文姓名（持证人可以选择加注由汉字、爪夷文或坦米爾文书写的姓名）
  - 种族
  - 出生日期
  - 性别
- 背面
  - 指纹
  - 条形码
  - 国籍（仅限蓝色的永久居民身份证，粉色的公民身份证上无此项目）
  - 签发日期
  - 居住地址

在2012年9月29日前，国民身份证上还会包括持证人的血型。在急诊血型检查普及后取消了此项目。
从2008年起，新加坡政府向持有长期准证（如学生准证、就业准证等）的外国人签发外观类似于国民身份证的绿色长期准证卡。与国民身份证不同的是，长期准证卡上标注的是“外国人身份证号”（英語：Foreign Identification Number，简称FIN）而不是国民身份证号。其中就业有关的准证卡由人力部签发，其余的由移民与关卡局签发。

## 国民身份证号和外国人身份证号
国民身份证号（英語：NRIC Number）和外国人身份号（英語：FIN）格式一样，均由9位组成。其中首位为字母"S"，"T"，"F"或"G"，第2至8位为数字，末位为字母校验码。
- 首字母S：2000年1月1日之前出生的新加坡公民和永久居民
- 首字母T：2000年1月1日之后出生的新加坡公民和永久居民
- 首字母F：2000年1月1日之前获得长期签证的外国人
- 首字母G：2000年1月1日之后获得长期签证的外国人
- 首字母M：2022年1月1日之后获得长期签证的外国人

在2000年1月1日以前，普遍认为首字母“S”表示“新加坡”的英文 Singapore ，“F”表示“外国人”的英文Foreigner。自2000年起用首字母“T”和“G”（分别为英文字母表上“S”和“F”的下一个字母）后，又有解读为“S”作为第19个字母，代表19XX世代，“T”作为第20个字母，代表20XX世代。
在1968年1月1日后出生的公民和永久居民，其身份证号首字母后的两位数代表其出生年份。比如S71xxxxx#代表持证人于1971年出生。而在1968年以前出生的居民和永久居民，其身份证号首字母后的第一位为“0”或“1”（新加坡出生），以及“2”或“3”（新加坡外出生）。
国民身份证号和外国人身份证号末位校验码由首字母和其后7位数字算出。新加坡内政部仅向部分“有合法需求”的机构公布官方的校验算法。不过民间仍有许多人通过逆向工程破解了该算法。

### 特殊国民身份证号
- S0000001I：尤索夫·伊萨，新加坡首任总统
- S0000002G：黃宗仁，新加坡首任大法官
- S0000003E：李光耀，新加坡首任总理，新加坡国父之一[4]
- S0000004C：柯玉芝，李光耀夫人
- S0000005A：杜进才，新加坡首任副总理，新加坡国父之一
- S0000006Z：吴庆瑞，新加坡第二任副总理，新加坡国父之一
- S0000007H：拉惹勒南 新加坡前副总理，新加坡国父之一

## 隐私问题
长期以来，国民身份证被广泛作为个人识别工具应用于政府和商业领域。比如，仅凭国民身份证背面的条形码即可从新加坡国家图书馆管理局下属的各图书馆借阅。由于国民身份证号终身不变，这种广泛使用带来身份盗用的担忧。
2018年8月，新加坡政府宣布从2019年9月1日起，除法律规定的特殊情况以外，任何机构不得收集国民身份证号有关数据，也不得保存国民身份证的影印件。